# Caparroso
Caparroso è un comune spagnolo di 2 416 abitanti situato nella comunità autonoma della Navarra.